# Divisa (militar)
En el ámbito militar este término tiene varias acepciones que abarcan campos tan diversos como la vexilología, la heráldica, la jerarquía o rangos o la uniformología. En este sentido, es una señal distintiva de personas, grados u otros elementos vinculados con una organización y estructura militar. 

## Vexilología

Estandarte valón

Como señal exterior empleada en acciones bélicas para distinguirse, se encuentra vinculado, cuando no se confunde con banderas, banderolas, guiones, enseñas, estandartes y pendones. Su aparición surge con las necesidades tácticas y organizativas en el campo de batalla.

## Heráldica
La divisa es una faja reducida a la tercera parte de su latitud.

## Escalafón
La divisa es un tipo concreto de insignia que muestra graficamente el rango militar del portador. Pero también se puede aplicar equivalentemente a otros cuerpos oficiales y policiales.

Elemento distintivos de los uniformes de oficiales y suboficiales militares.

## Uniformología
Según contextos, es posible que se asimile este concepto con el de insignia. Sin embargo, insignia es un término más amplio, y también más impreciso, mientras que divisa es más concreto y unívoco.
Coloquialmente se tiende a llamar galón a cualquier tipo de divisa, cuando el galón es un tipo concreto de diseño de la divisa (por norma general, se llama galón a la divisa en forma de chevrón, de banda o de barra).